# Shinkansen Serie E7/W7

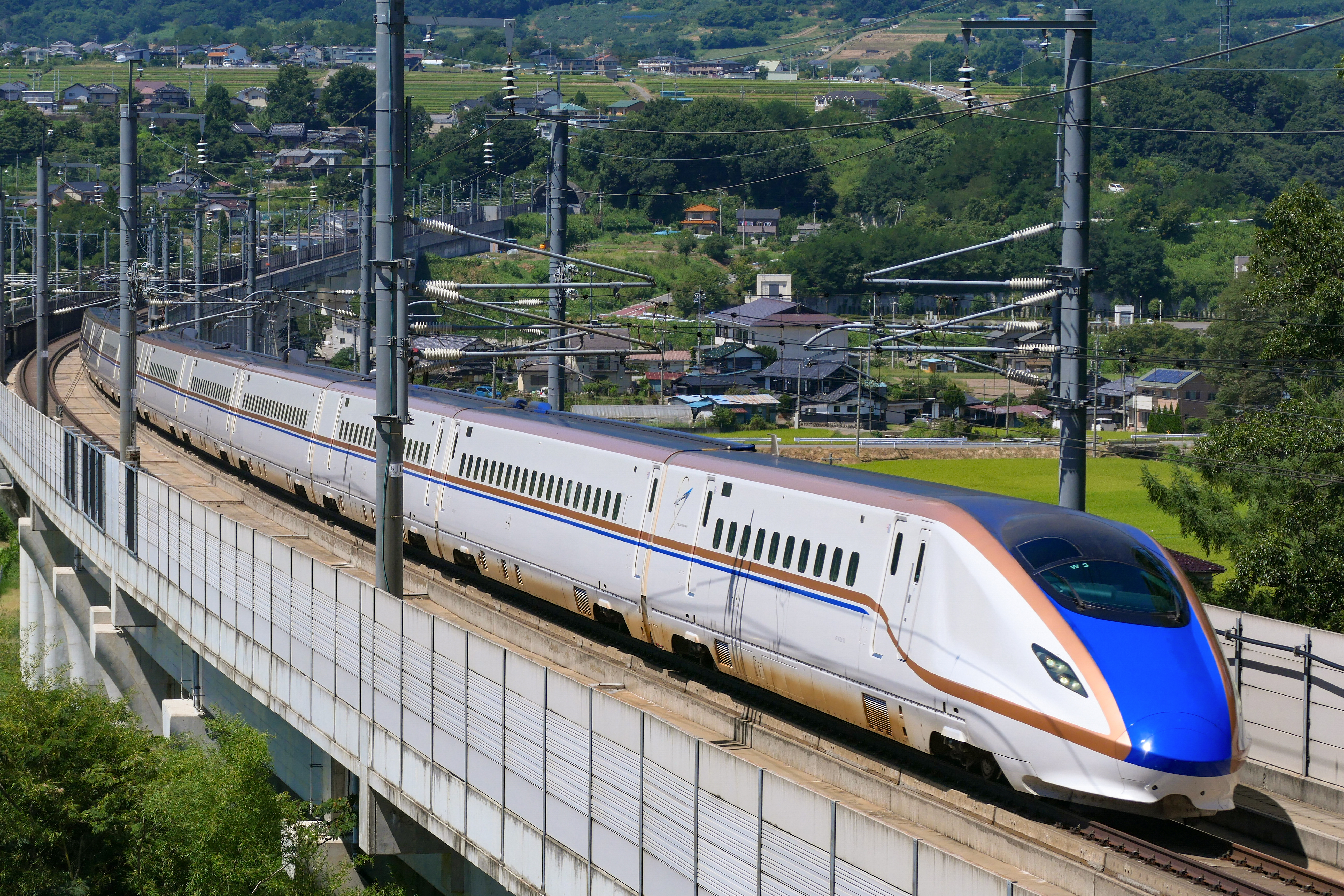
Tren W3 de la Serie W7 (agosto de 2020)

El Shinkansen Serie E7 (E7系 E-nana-kei?) y el Shinkansen Serie W7 (W7系 Daburu-nana-kei?) son tipos de trenes de alta velocidad japoneses operados respectivamente por la East Japan Railway Company (JR Este) y por la West Japan Railway Company (JR Oeste). Fueron desarrollados conjuntamente.
La Serie E7 comenzó a operar el 15 de marzo de 2014. También opera en el Jōetsu Shinkansen tras la revisión del horario de marzo de 2019.
La Serie W7 ha operado en el Hokuriku Shinkansen desde que se amplió de Nagano a Kanazawa en marzo de 2015. Se han construido un total de once trenes de la Serie W7 de 12 coches (132 vehículos). El primer tren de la serie se entregó en abril de 2014.

## Diseño
Basados en los trenes de la Serie E2 anteriores, los trenes de la Serie E7 están diseñados con un estilo "japonés" tanto por dentro como por fuera, combinando un aspecto futurista con elementos tradicionales supervisados por el diseñador industrial Ken Okuyama junto con los equipos de Kawasaki Heavy Industries. Externamente, el techo tiene un acabado en color "azul cielo" y los lados de la carrocería son de "blanco marfil" con revestimiento en "cobre" y "azul cielo". Los logotipos laterales de la carrocería consisten en un número "7" en plata estilizado como una punta de flecha e incluyen el texto "East Japan Railway Company" o "West Japan Railway Company".

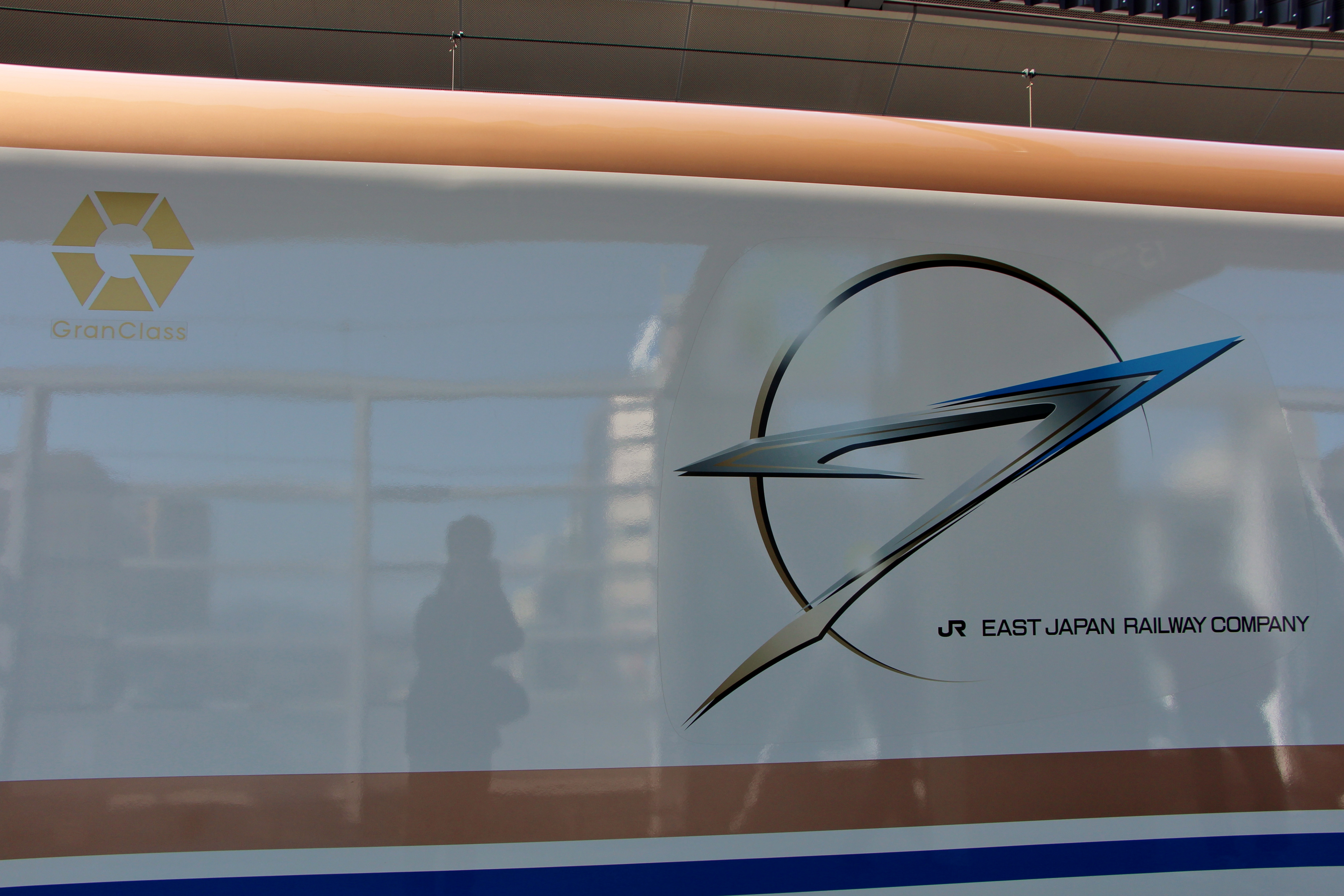
Logo E7 en el costado de un coche 12
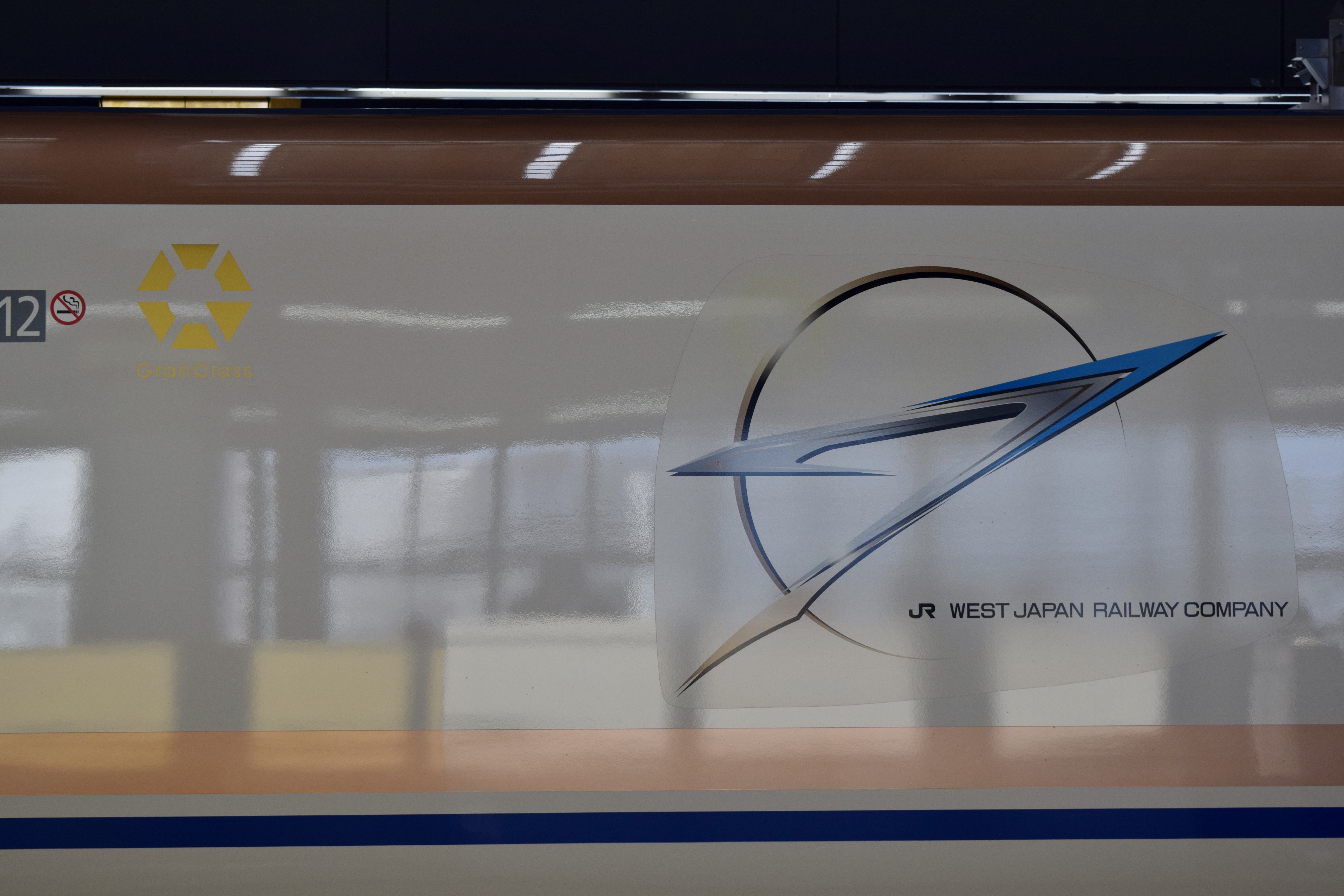
Logo E7 en el costado de un coche 12

La fabricación de los trenes de la Serie E7 se compartió entre Hitachi en Kudamatsu (Yamaguchi) y Kawasaki Heavy Industries en Kōbe. Además, en el E7 intervinieron los talleres de J-TREC en Yokohama, y en el W7 los de Kinki Sharyo en Osaka.
Los trenes tienen una velocidad máxima de diseño de 275 km/h (170,9 mph), pero operan a una velocidad máxima de 260 km/h (161,6 mph) en el Hokuriku Shinkansen, limitada a 240 km/h (149,1 mph) en las vías del Jōetsu Shinkansen entre Omiya y Takasaki, y a 110 km/h (68 mph) en las vías del Tōhoku Shinkansen entre Tokio y Omiya. El aumento de la potencia de los motores permiten que los trenes mantengan velocidades de al menos 210 km/h (130,5 mph) en las pendientes pronunciadas del Hokuriku Shinkansen.
El coche 12 (de Gran Clase) está equipado con suspensión activa, mientras que el resto de coches disponen de suspensión semiactiva.

## Operaciones
- Kagayaki (Tokio - Kanazawa), desde marzo de 2015
- Hakutaka (Tokio - Kanazawa), desde marzo de 2015
- Tsurugi (Toyama - Kanazawa), desde marzo de 2015
- Asama (Tokyo - Nagano), desde marzo de 2014 (E7) y marzo de 2015 (W7)
- Toki (Tokio - Niigata), desde marzo de 2019 (E7)[10]
- Tanigawa (Tokio - Echigo-Yuzawa), desde el 3 de marzo de 2019 (E7)

Los trenes comenzaron a prestar servicio regular de pasajeros desde el comienzo del horario revisado del JR Este el 15 de marzo de 2014, con tres trenes introducidos en los servicios Asama en el Hokuriku Shinkansen (entonces todavía llamado Nagano Shinkansen) entre Tokio y Nagano. Inicialmente, los trenes de la Serie E7 operaban siete servicios diarios de ida y vuelta Asama, y se agregaron otros cuatro recorridos de ida y vuelta a partir del 19 de abril de 2014.
Desde el 14 de marzo de 2015, con la apertura de la extensión del Hokuriku Shinkansen de Nagano a Kanazawa, los trenes de la serie E7 también se utilizan en los servicios Hakutaka, Kagayaki y Tsurugi junto con el diseño similar de los trenes del JR Oeste de la Serie W7.

## Interior
Los trenes de 12 coches tienen alojamiento en tres niveles de servicio: Gran Class, Green car y coches de clase ordinaria, con una capacidad total de 934 asientos. Los asientos de Gran Clase (coche 12) tienen disposición 2+1, con una distancia entre asientos de 1300 mm (51,2 plg); los asientos de la Clase Verde (coche 11) están colocados en disposición 2+2 (en paralelo) con una separación entre asientos de 1160 mm (45,7 plg); y los asientos de la Clase Estándar (coches 1 a 10) están dispuestos en formación 3+2, con un espacio entre asientos de 1040 mm (40,9 plg). Se proporcionan tomas de corriente alterna para cada asiento en las tres clases. Los asientos de la Gran Clase fueron suministrados por Toyota Boshoku. Los salones de los coches y los vestíbulos están equipados con cámaras de seguridad. Entre octubre y diciembre de 2015, estaba previsto añadir portaequipajes en un extremo de cada uno de los coches de Clase Estándar pares y también en el coche 11 de Clase Verde, retirando un par de asientos (1D y 1E). Los portaequipajes están destinados al aumento del número de turistas extranjeros con maletas y también a pasajeros con equipos de esquí y snowboard en la temporada de invierno.

### Galería de la Serie E7

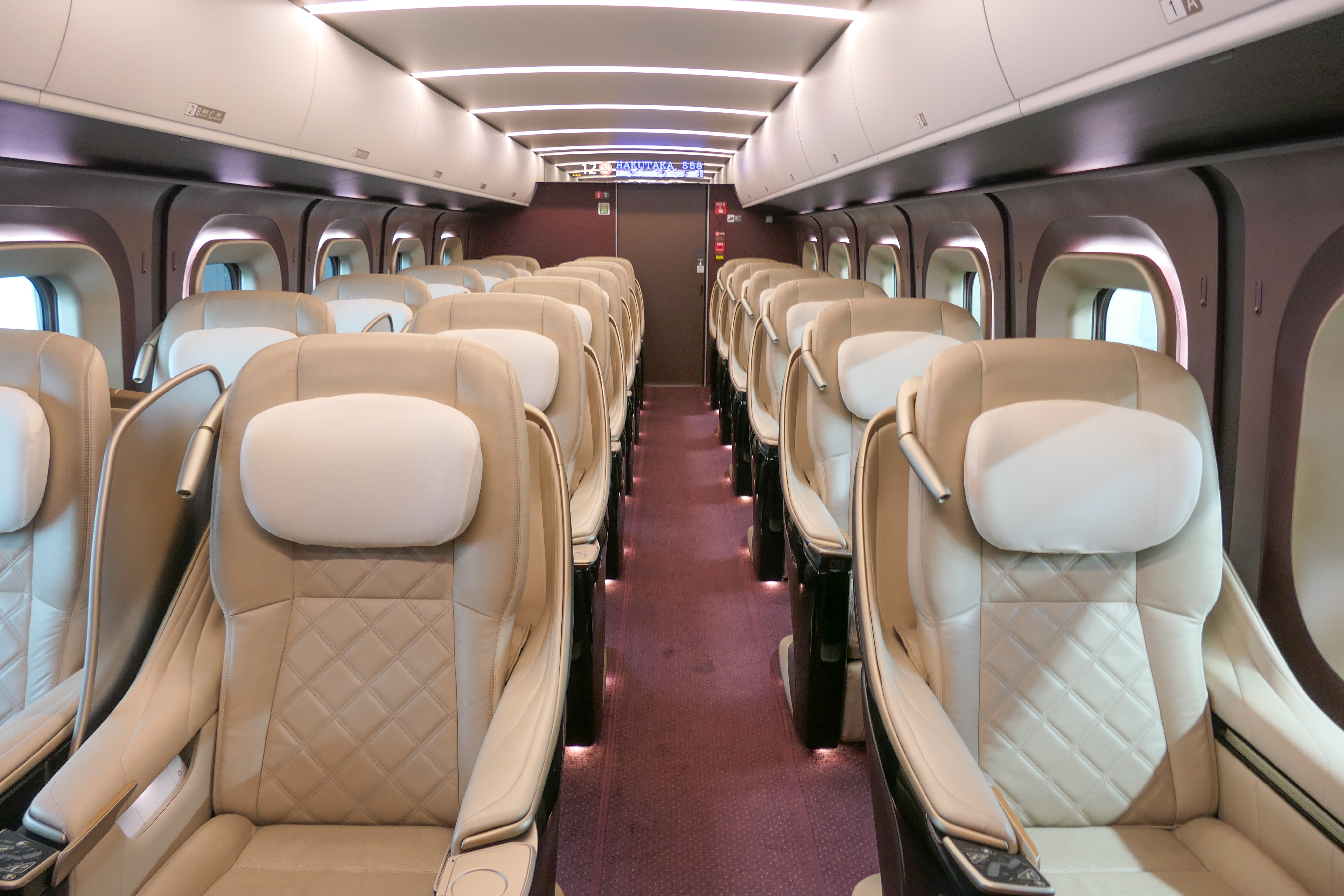
Interior del coche Gran Clase E714-5 (coche 12) en mayo de 2022
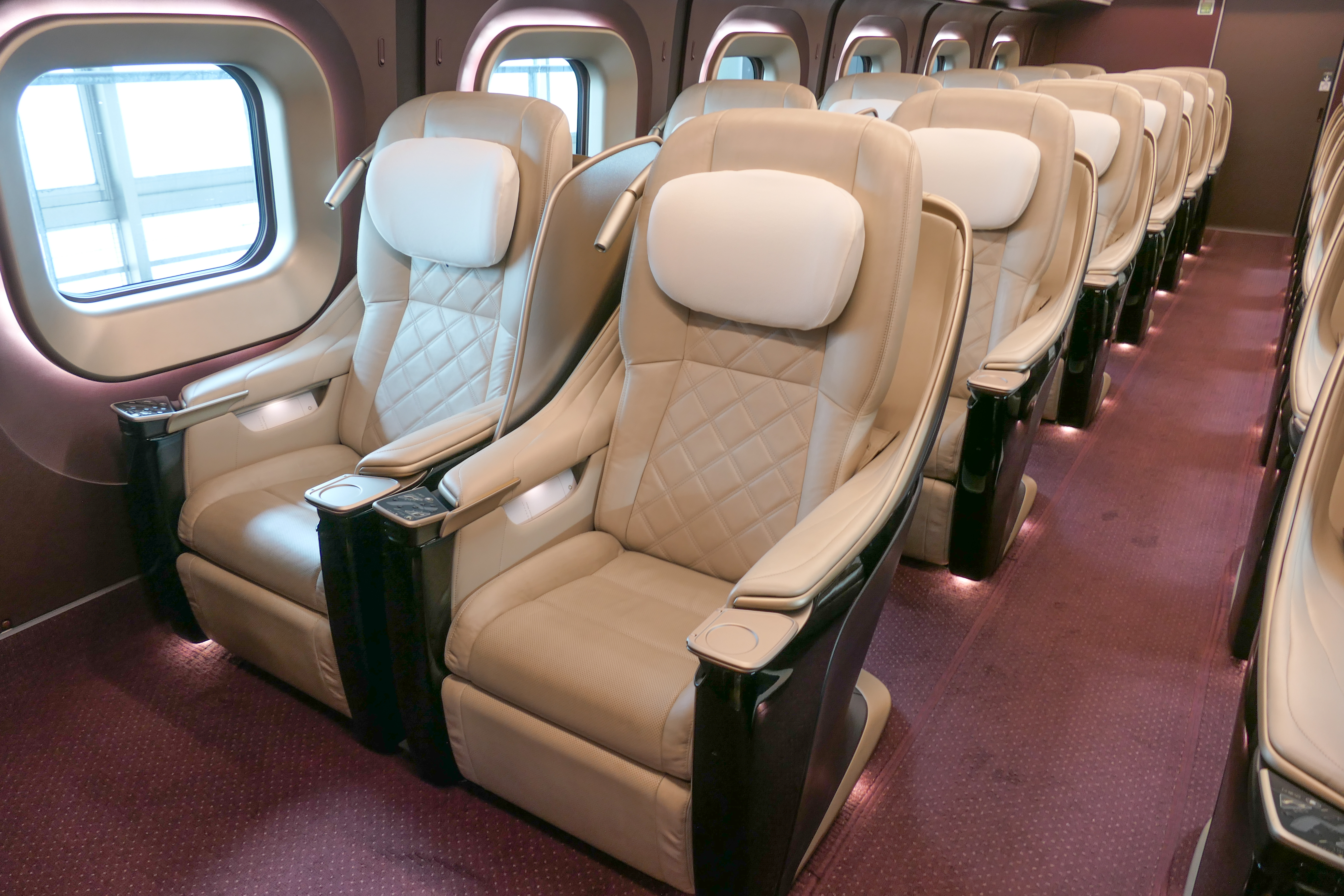
Asientos de Gran Clase en mayo de 2022
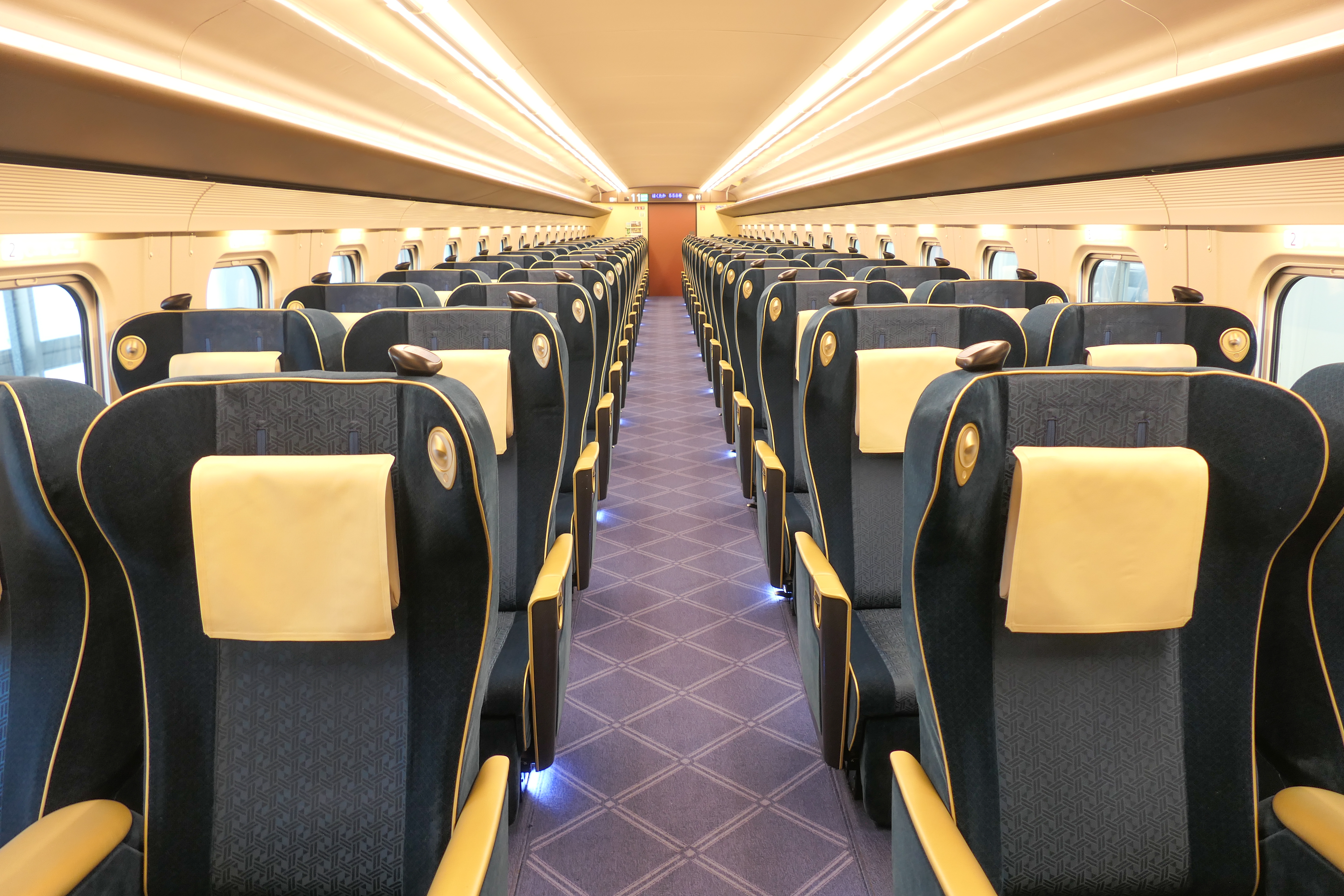
Interior del coche de Clase Verde E715-5 (coche 11) en mayo de 2022
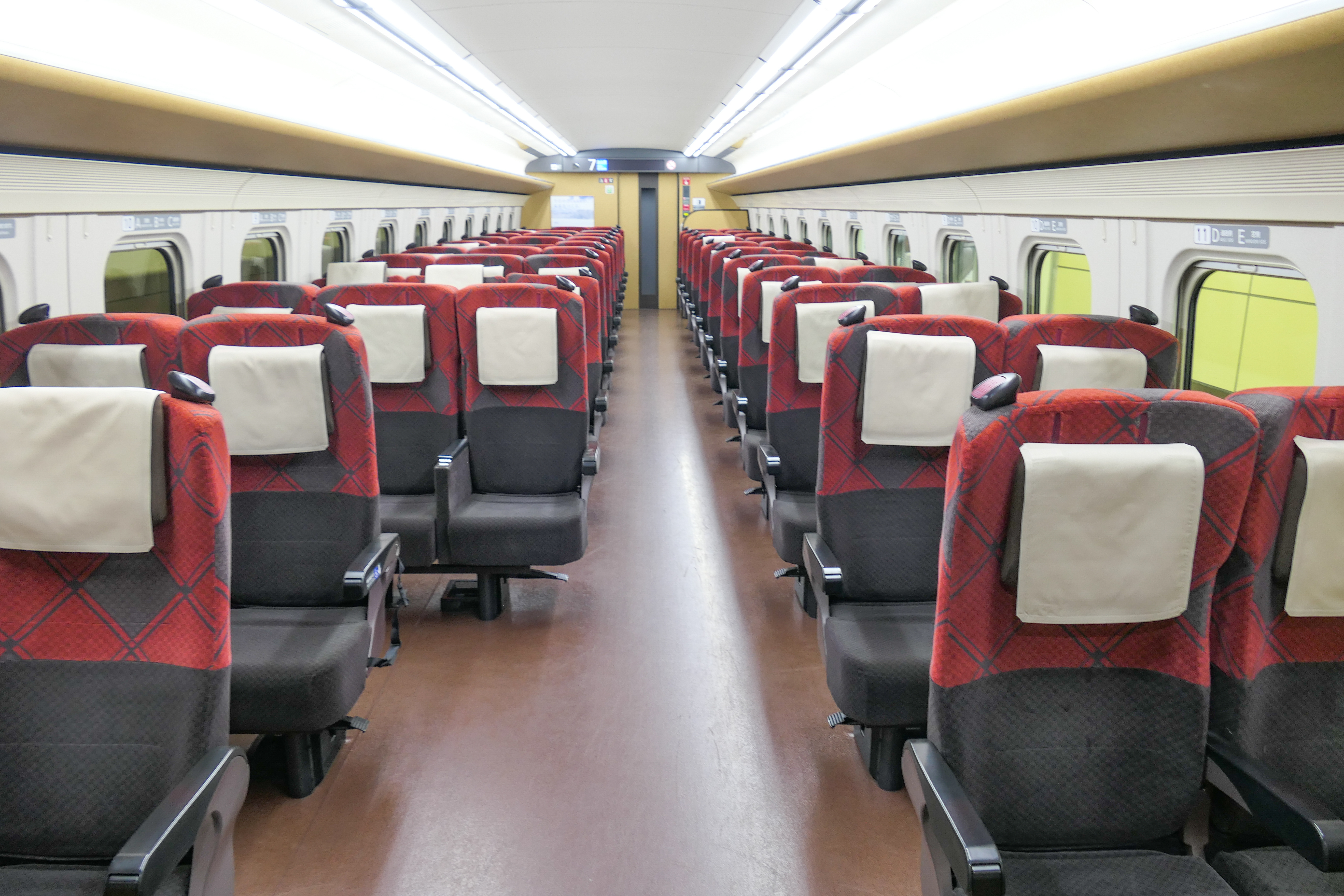
Interior del coche de Clase Estándar E725-409 (coche 7) en febrero de 2022
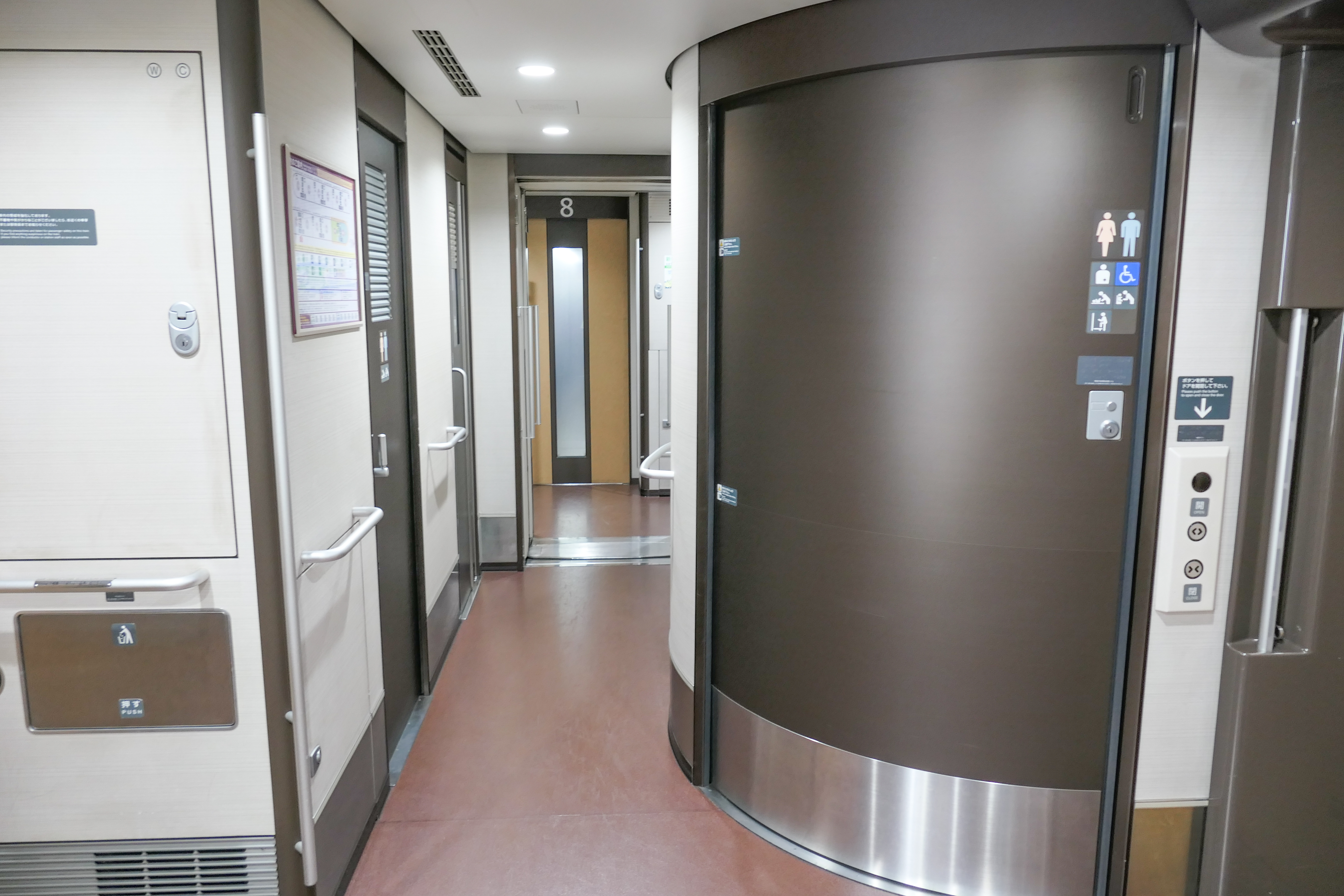
El aseo en un coche de la Clase Estándar en  febrero de 2022
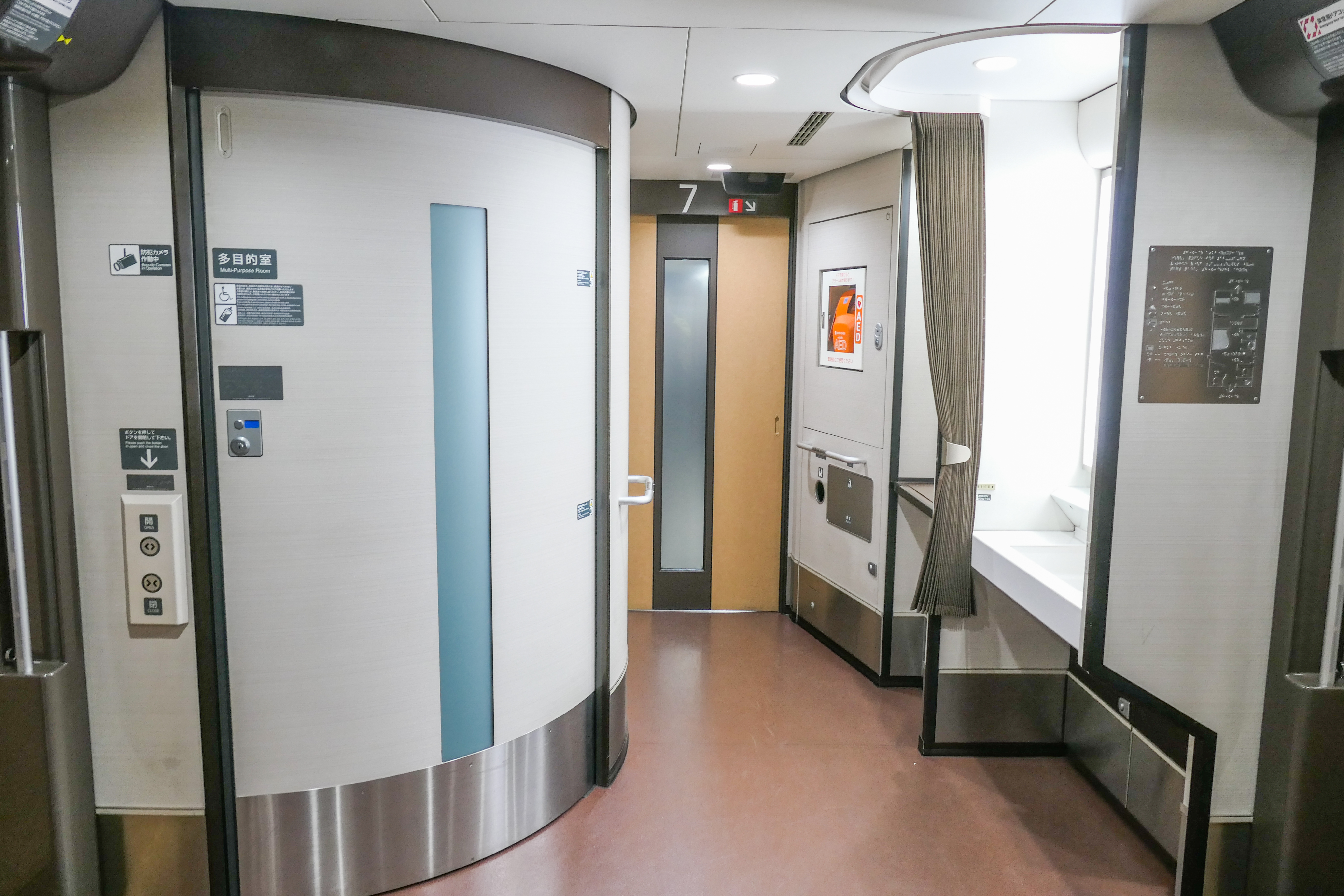
El Salón de Usos Múltiples en febrero de 2022

### Galería de la Serie W7

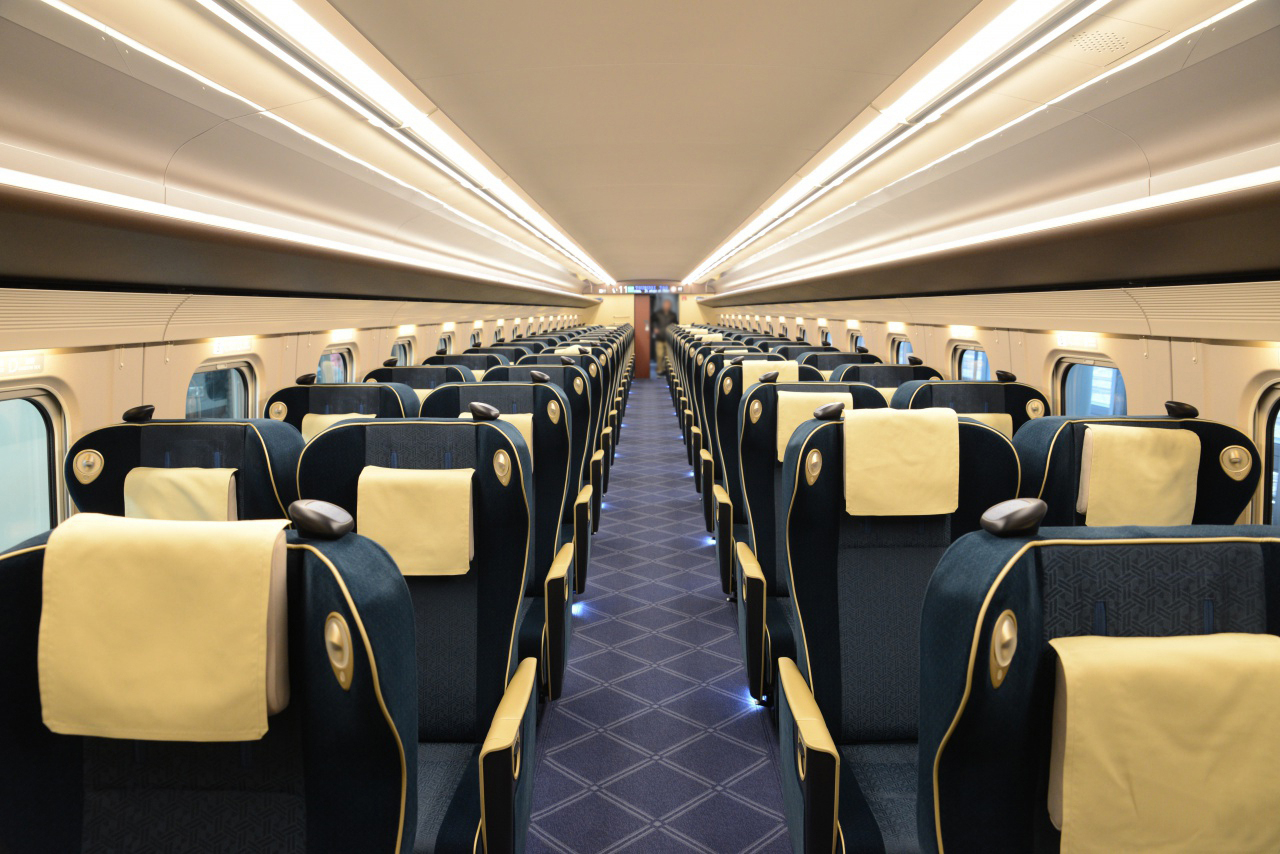
Interior de un coche de Clase Verde (coche 11)
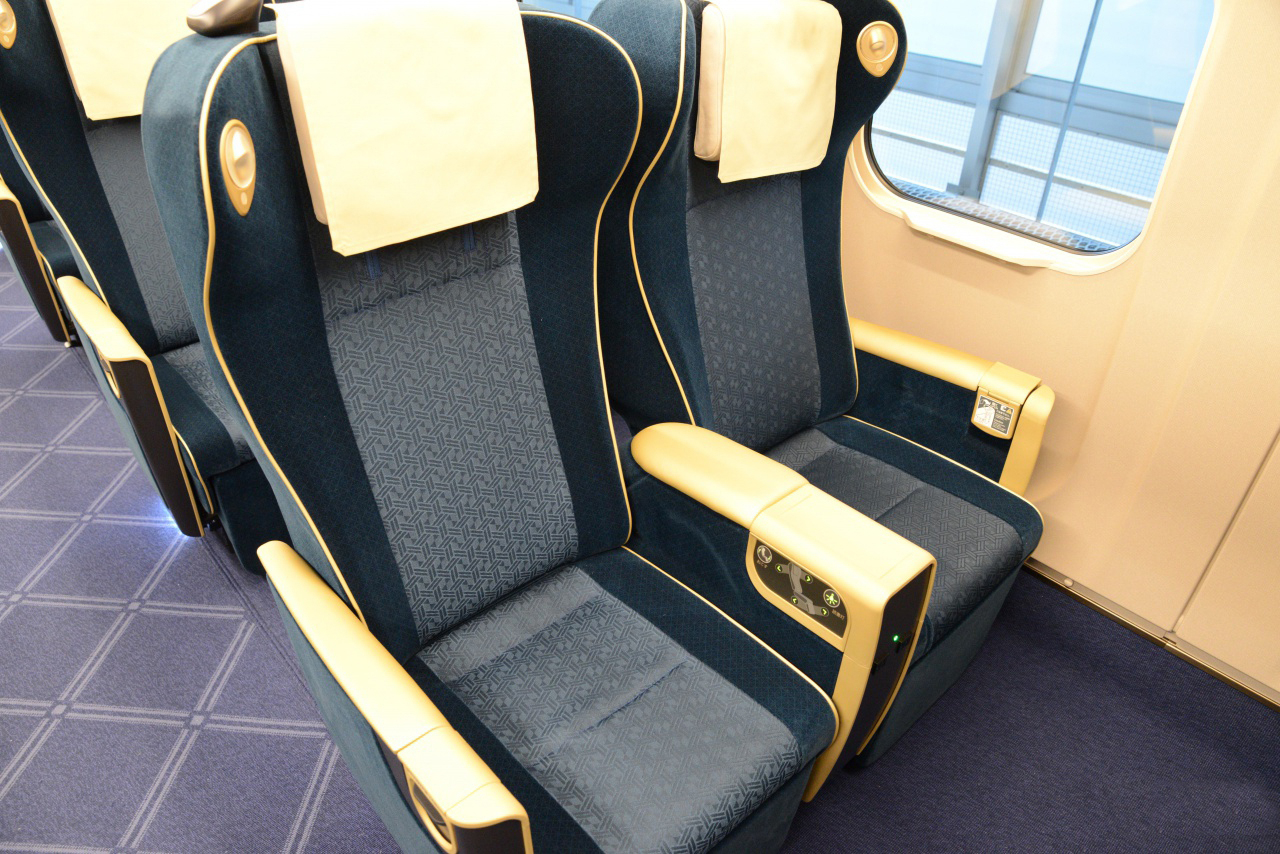
Asientos de la Clase Verde
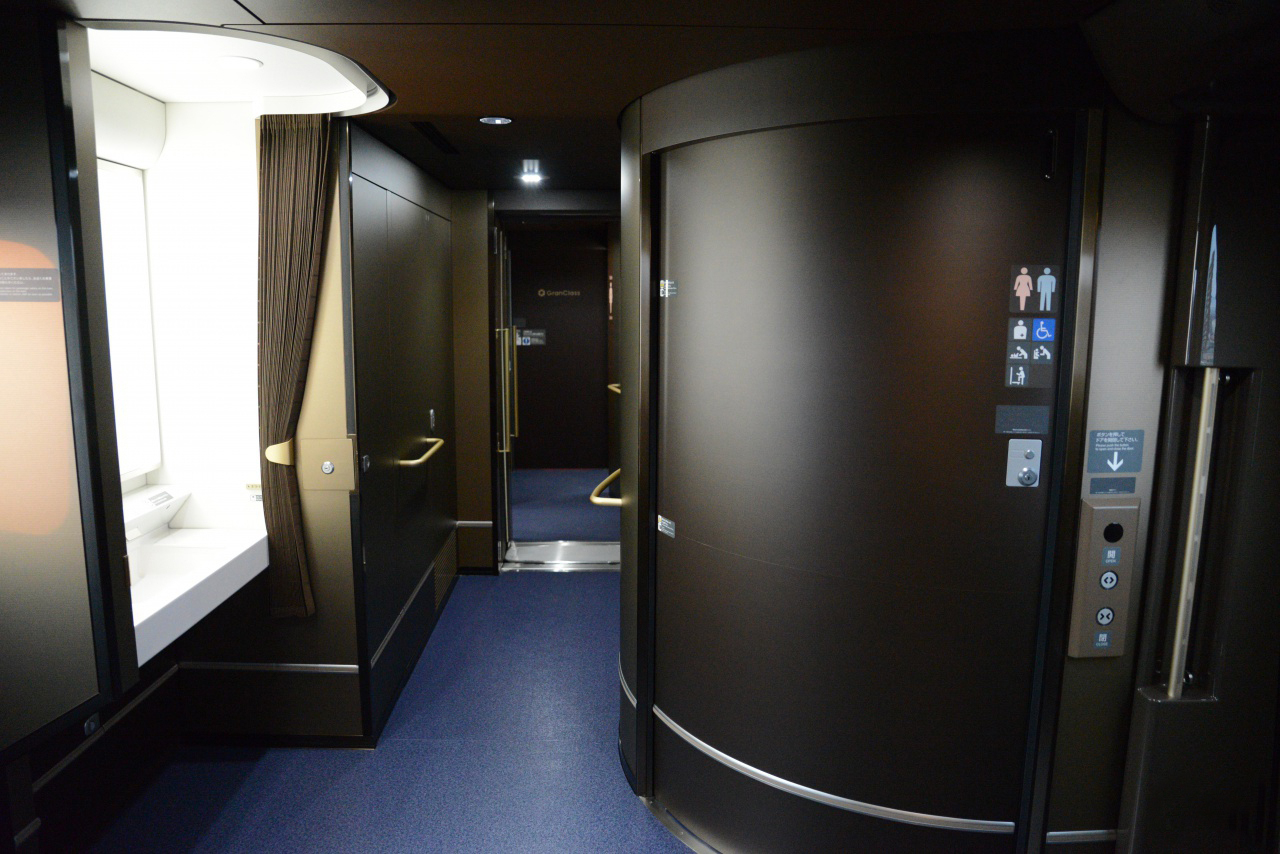
Aseo de la Clase Verde (coche 11)
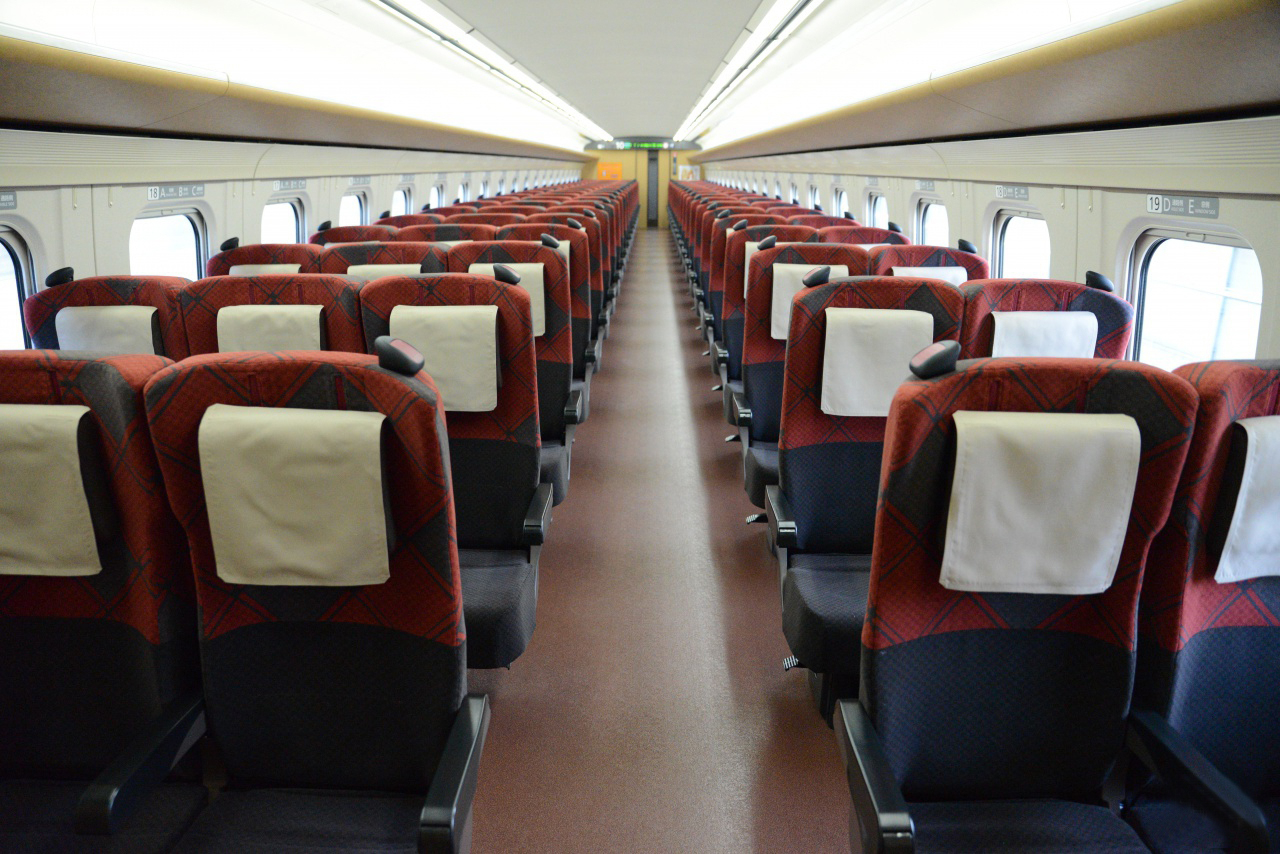
Interior de un coche de Clase Estándar
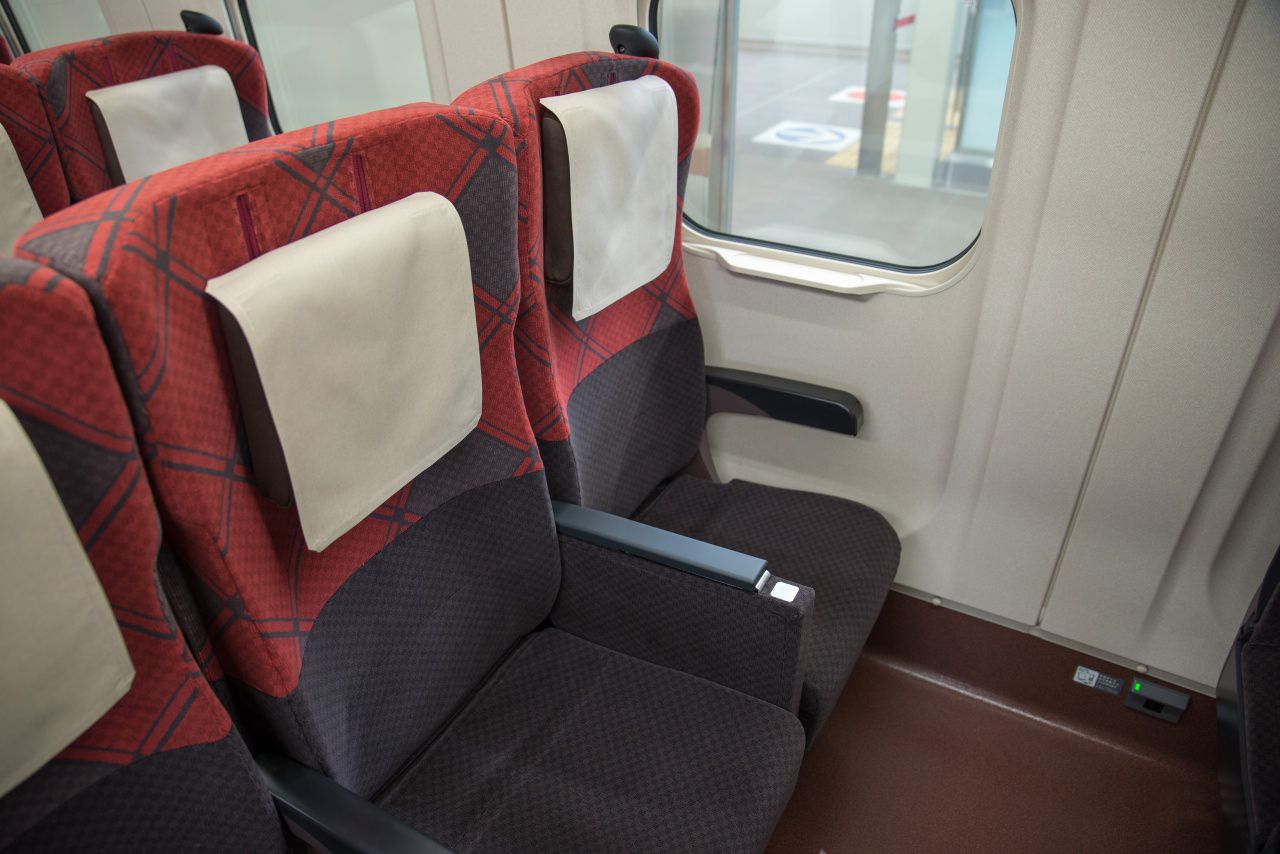
Asientos de la Clase Estándar (en fila de a 3)

## Composiciones
Los trenes de la Serie E7 se numeraron correlativamente desde el "F1" en adelante, y los de la serie W7 están numerados del "W1" en adelante. Todos constan de 10 coches intermedios motorizados con coches finales sin motor (remolcados). El coche 11 ofrece plazas en la Clase Verde (primera clase), y el coche 12 ofrece plazas de lujo de Gran Clase. Los trenes se forman como se muestra a continuación, con el coche 1 en el extremo de Tokio:
| Coche No.            | 1     | 2        | 3               | 4        | 5        | 6        | 7                                                                 | 8        | 9        | 10       | 11                                                      | 12    |
| -------------------- | ----- | -------- | --------------- | -------- | -------- | -------- | ----------------------------------------------------------------- | -------- | -------- | -------- | ------------------------------------------------------- | ----- |
| Denominación         | Tc    | M2       | M1              | M2       | M1       | M2       | M1                                                                | M2       | M1       | M2       | M1s                                                     | Tsc   |
| Numeración           | E723  | E726-100 | E725            | E726-200 | E725-100 | E726-300 | E725-200                                                          | E726-400 | E725-400 | E726-500 | E715                                                    | E714  |
| Peso (t)             | 41.3  | 44.7     | 46.1            | 45.2     | 46.4     | 45.2     | 46.5                                                              | 45.2     | 46.4     | 45.0     | 45.6                                                    | 44.5  |
| Capacidad (asientos) | 50    | 100      | 85              | 100      | 85       | 90       | 58                                                                | 100      | 85       | 100      | 63                                                      | 18    |
| Instalaciones        | Aseos |          | Aseos, teléfono |          | Aseos    |          | Espacio para sillas de ruedas, Aseo de diseño universal, Teléfono |          | Aseos    |          | Espacio para sillas de ruedas, Aseo de diseño universal | Aseos |

| Coche No.            | 1        | 2        | 3               | 4        | 5        | 6        | 7                                  | 8        | 9        | 10       | 11                                                      | 12       |
| -------------------- | -------- | -------- | --------------- | -------- | -------- | -------- | ---------------------------------- | -------- | -------- | -------- | ------------------------------------------------------- | -------- |
| Denominación         | Tc       | M2       | M1              | M2       | M1       | M2       | M1                                 | M2       | M1       | M2       | M1s                                                     | Tsc      |
| Numeración           | W723-100 | W726-100 | W725-100        | W726-200 | W725-200 | W726-300 | W725-300                           | W726-400 | W725-400 | W726-500 | W715-500                                                | W714-500 |
| Peso (t)             | 41.3     | 44.7     | 46.1            | 45.2     | 46.4     | 45.2     | 46.5                               | 45.2     | 46.4     | 45.0     | 45.6                                                    | 44.5     |
| Capacidad (asientos) | 50       | 100      | 85              | 100      | 85       | 90       | 58                                 | 100      | 85       | 100      | 63                                                      | 18       |
| Instalaciones        | Aseos    |          | Aseos, teléfono |          | Aseos    |          | Aseo de diseño universal, Teléfono |          | Aseos    |          | Espacio para sillas de ruedas, Aseo de diseño universal | Aseos    |

Los coches 3 y 7 están equipados cada uno con un pantógrafo de un solo brazo.

## Construcción
En abril de 2021, se habían construido 32 trenes de la Serie E7 y otros 11 de la Serie W7, con los detalles que se facilitan a continuación. Ocho trenes de la serie E7 y otros dos de la Serie W7 se retiraron en 2019 tras los daños causados por la inundación provocada por el tifón Hagibis.
| Tren No. | Fabricante                     | Entregado                | Retirado            | Comentarios                                                                |
| -------- | ------------------------------ | ------------------------ | ------------------- | -------------------------------------------------------------------------- |
| F1       | Kawasaki Heavy Industries      | 27 de noviembre de 2013  | 31 de marzo de 2020 | Retirado debido a los daños por inundaciones causadas por el tifón Hagibis |
| F2       | Hitachi                        | 25 de diciembre de 2013  | 31 de marzo de 2020 | Retirado debido a los daños por inundaciones causadas por el tifón Hagibis |
| F3       | Hitachi                        | 30 de enero de 2014      |                     |                                                                            |
| F4       | Kawasaki Heavy Industries      | 24 de febrero de 2014    |                     |                                                                            |
| F5       | Kawasaki Heavy Industries      | 18 de marzo de 2014      |                     |                                                                            |
| F6       | Kawasaki Heavy Industries      | 2 de junio de 2014       |                     |                                                                            |
| F7       | J-TREC Yokohama                | 26 de junio de 2014      | 5 de marzo de 2020  | Retirado debido a los daños por inundaciones causadas por el tifón Hagibis |
| F8       | J-TREC Yokohama                | 14 de julio de 2014      | 31 de marzo de 2020 | Retirado debido a los daños por inundaciones causadas por el tifón Hagibis |
| F9       | J-TREC Yokohama                | 27 de agosto de 2014     |                     |                                                                            |
| F10      | Hitachi                        | 16 de septiembre de 2014 | 14 de enero de 2020 | Retirado debido a los daños por inundaciones causadas por el tifón Hagibis |
| F11      | J-TREC Yokohama                | 6 de octubre de 2014     |                     |                                                                            |
| F12      | J-TREC Yokohama                | 10 de noviembre de 2014  |                     |                                                                            |
| F13      | Hitachi                        | 19 de diciembre de 2014  |                     |                                                                            |
| F14      | Hitachi                        | 19 de enero de 2015      | 31 de marzo de 2020 | Retirado debido a los daños por inundaciones causadas por el tifón Hagibis |
| F15      | Kawasaki Heavy Industries      | 6 de febrero de 2015     |                     |                                                                            |
| F16      | Hitachi                        | 8 de abril de 2015       | 31 de marzo de 2020 | Retirado debido a los daños por inundaciones causadas por el tifón Hagibis |
| F17      | Kawasaki Heavy Industries      | 6 de marzo de 2015       |                     |                                                                            |
| F18      | J-TREC Yokohama                | 26 de octubre de 2015    | 31 de marzo de 2020 | Retirado debido a los daños por inundaciones causadas por el tifón Hagibis |
| F19      | Kawasaki Heavy Industries      | 3 de abril de 2017       |                     |                                                                            |
| F20      | Kawasaki Heavy Industries      | 31 de octubre de 2018    |                     |                                                                            |
| F21      | Hitachi                        | 20 de noviembre de 2018  |                     |                                                                            |
| F22      | Kawasaki Heavy Industries      | 5 de diciembre de 2018   |                     |                                                                            |
| F23      | Hitachi                        | 8 de septiembre de 2019  |                     |                                                                            |
| F24      | Hitachi                        | 8 de septiembre de 2019  |                     |                                                                            |
| F25      | Kawasaki Heavy Industries      | 7 de octubre de 2019     |                     |                                                                            |
| F26      | Hitachi                        | 11 de noviembre de 2019  |                     |                                                                            |
| F27      | Hitachi                        | 24 de enero de 2020      |                     |                                                                            |
| F28      | J-TREC Yokohama                | 25 de enero de 2022      |                     |                                                                            |
| F29      | Kawasaki Heavy Industries      | 9 de noviembre de 2020   |                     |                                                                            |
| F30      | Kawasaki Heavy Industries      | 3 de diciembre de 2020   |                     |                                                                            |
| F31      | Hitachi                        | 26 de febrero de 2021    |                     |                                                                            |
| F32      | Kawasaki Heavy Industries      | 11 de mayo de 2021       |                     |                                                                            |
| F33      | Hitachi                        | 17 de agosto de 2021     |                     |                                                                            |
| F34      | Hitachi                        | 6 de octubre de 2021     |                     |                                                                            |
| F35      | J-TREC Yokohama                | 9 de noviembre de 2021   |                     |                                                                            |
| F36      | Kawasaki Railcar Manufacturing | 21 de octubre de 2021    |                     |                                                                            |
| F40      | Hitachi                        | 12 de mayo de 2021       |                     |                                                                            |
| F41      | Hitachi                        | 4 de junio de 2021       |                     |                                                                            |
| F42      | Kawasaki Heavy Industries      | 7 de junio de 2021       |                     |                                                                            |
| F43      | J-TREC Yokohama                | 2 de agosto de 2021      |                     |                                                                            |
| F44      | Hitachi                        | 14 de enero de 2022      |                     |                                                                            |
| F47      |                                | Enero de 2023            |                     |                                                                            |

| Tren No. | Fabricante                | Entregado                | Retirado            | Comentarios                                                                |
| -------- | ------------------------- | ------------------------ | ------------------- | -------------------------------------------------------------------------- |
| W1       | Kawasaki Heavy Industries | 30 de abril de 2014      |                     |                                                                            |
| W2       | Hitachi                   | 5 de junio de 2014       | 31 de marzo de 2020 | Retirado debido a los daños por inundaciones causadas por el tifón Hagibis |
| W3       | Kawasaki Heavy Industries | 30 de junio de 2014      |                     |                                                                            |
| W4       | Hitachi                   | 18 de julio de 2014      |                     |                                                                            |
| W5       | Kawasaki Heavy Industries | 21 de agosto de 2014     |                     |                                                                            |
| W6       | Kawasaki Heavy Industries | 11 de septiembre de 2014 |                     |                                                                            |
| W7       | Kinki Sharyo              | 27 de septiembre de 2014 | 31 de marzo de 2020 | Retirado debido a los daños por inundaciones causadas por el tifón Hagibis |
| W8       | Hitachi                   | 15 de octubre de 2014    |                     |                                                                            |
| W9       | Hitachi                   | 3 de noviembre de 2014   |                     |                                                                            |
| W10      | Kinki Sharyo              | 26 de diciembre de 2014  |                     |                                                                            |
| W11      | Hitachi                   | 17 de septiembre de 2015 |                     |                                                                            |
| W12      | Hitachi                   | 29 de octubre de 2021    |                     |                                                                            |
| W13      | Hitachi                   | 8 de diciembre de 2021   |                     |                                                                            |
| W14      | Hitachi                   | 31 de marzo de 2022      |                     |                                                                            |

## Historia

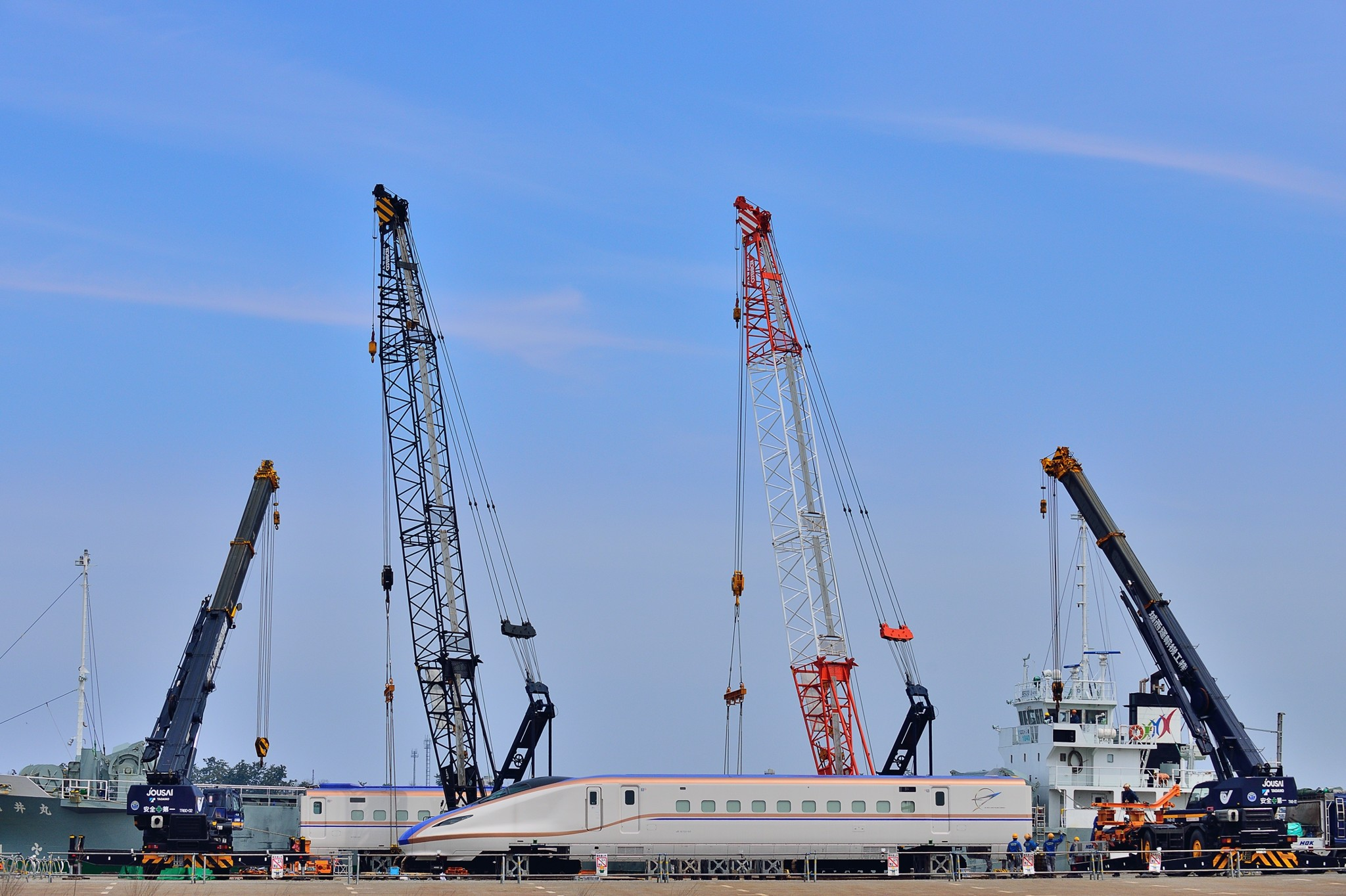
Coches del primer tren de la Serie W7 (el W1), descargados en el puerto de Kanazawa en abril de 2014

En diciembre de 2011, el Mainichi Shimbun hizo público que el JR Este estaba considerando desarrollar nuevos trenes de 10 coches de la Serie E7 basados en el diseño de la Serie E2 ya existente, para usarse en los servicios del Hokuriku Shinkansen. En enero de 2012, el jefe de la División de Kanazawa del JR-Oeste reveló que se desarrollarían nuevos trenes para el Hokuriku Shinkansen junto con el JR Este, y que tendrían que estar listos para la temporada de invierno un año antes de la apertura de la línea, con el fin de probar a fondo la capacidad del nuevo material rodante para hacer frente a las condiciones de explotación con nieve. Los detalles de los nuevos trenes fueron anunciados formalmente conjuntamente por el JR Este y el JR Oeste el 4 de septiembre de 2012.
El primer tren de la Serie E7 se entregó al Depósito de Sendai en noviembre de 2013, y se mostró a los medios el 28 de noviembre. Las pruebas nocturnas comenzaron en diciembre de 2013 en el Nagano Shinkansen, y las pruebas diurnas entre Nagano y Tokio comenzaron el 8 de enero de 2014. El diseño del logotipo que se aplicó en los costados de los coches 1 y 12 se presentó oficialmente en febrero de 2014.
Los primeros tres trenes (los conjuntos F1, F2 y F3), se integraron al servicio regular de pasajeros desde el inicio del horario revisado del JR Este el 15 de marzo de 2014. La flota completa de 17 trenes, numerados del F1 al F17, se entregó el del 14 de marzo, y entró en servicio con la revisión de horarios de 2015, aunque las composiciones F16 y F17 comenzaron a operar un poco más tarde.
[Kawasaki Heavy Industries]] de Kobe entregó el primer tren de la Serie W7 en el Depósito de Hakusan (Hakusan (Ishikawa)) en abril de 2014. Las pruebas de funcionamiento en el Hokuriku Shinkansen comenzaron en el 5 de agosto de 2014, inicialmente a baja velocidad, entre Kanazawa y Jōetsumyōkō.
En abril de 2015, el JR Este anunció que ordenaría que se introdujera una cantidad adicional de trenes de la Serie E7 a partir del otoño de 2015, reemplazando a los trenes de la Serie E2 restantes utilizados en los servicios programados regulares Asama del Hokuriku Shinkansen.
En mayo de 2015, las series W7 y E7 recibieron el premio Banda Azul de 2015, otorgado anualmente por el Japan Railfan Club. El 24 de octubre de 2015 se llevó a cabo una ceremonia de presentación en el depósito Hakusan de JR West.
El 12 de octubre de 2019, ocho trenes de la Serie E7 y dos de la Serie W7 sufrieron daños debido a las inundaciones causadas por el tifón Hagibis mientras estaban almacenados en el centro de vehículos del JR Este en el Nagano Shinkansen. Los conjuntos se desecharon poco después.
En noviembre de 2021, el JR Este realizó una demostración del funcionamiento autónomo de un tren de la Serie E7 en la Prefectura de Niigata, en un tramo de 5 km entre la estación de Niigata y la el haz de vías de almacenamiento del Shikansen en la localidad. Las pruebas comenzaron el 29 de octubre.
Desde el inicio del horario revisado el 18 de marzo de 2023, todos los servicios de trenes en el Jōetsu Shinkasen serán operados únicamente por trenes de la Serie E7, ya que la línea experimentó un aumento de la velocidad operativa desde 240 a 275 km/h (149,1 a 170,9 mph). Los nuevos trenes reemplazarían a las más antiguas composiciones de la Serie E2.